# Negacionismo del Holocausto

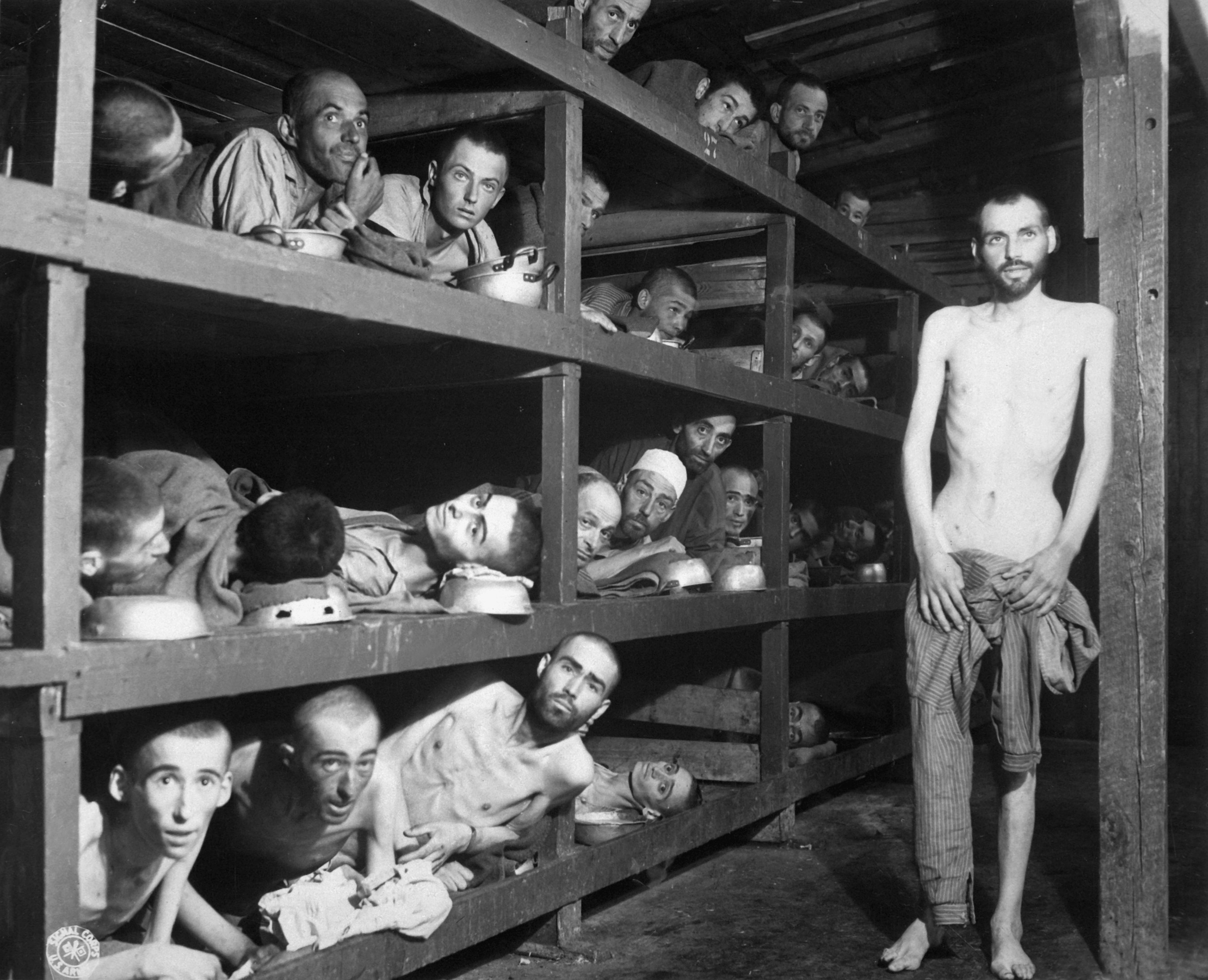
Fotografía de varios prisioneros en el campo de concentración de Buchenwald tomada durante su liberación el 16 de abril de 1945. El 6 de mayo de ese mismo año, The New York Times publicó una versión modificada de la fotografía en la que el hombre de pie fue retirado de esta. Varios negacionistas sostienen que esta, y varias otras evidencias documentales del Holocausto, son falsificaciones hechas después de terminada la Segunda Guerra Mundial.

El negacionismo del Holocausto consiste en el acto de negar el genocidio de los judíos y otros grupos étnicos en el Holocausto durante la Segunda Guerra Mundial atribuyéndole que es parte de una conspiración. Los que niegan el Holocausto afirman: que la «solución final» de la Alemania nazi tenía como único objetivo deportar judíos del Tercer Reich, pero que no incluía el exterminio de judíos; que las autoridades nazis no usaron campos de exterminio y cámaras de gas para asesinar a judíos en masa; o que el número real de judíos asesinados fue significativamente menor que la cifra históricamente aceptada de 5 a 6 millones, por lo general alrededor de una décima parte de esa cifra.
Debido a que el negacionismo del Holocausto es una faceta común de propaganda racista por parte de grupos antisemitas y neonazis, se considera un problema social grave en muchos lugares donde ocurre y es ilegal en varios países europeos, entre ellos Alemania y Austria, así como en Israel.
Los académicos usan el término negacionismo para describir los puntos de vista y la metodología de los negacionistas del Holocausto con el fin de distinguirlos de los revisionistas históricos legítimos, que desafían las interpretaciones ortodoxas de la historia utilizando metodologías históricas establecidas. Los negacionistas del Holocausto generalmente no aceptan al negacionismo como una descripción apropiada de sus actividades y usan el eufemismo de revisionismo en su lugar. Las metodologías de los negacionistas del Holocausto a menudo se basan en una conclusión predeterminada que ignora la abrumadora evidencia histórica de lo contrario.
La mayoría de los negacionistas del Holocausto afirman, explícita e implícitamente, que el Holocausto es un engaño, o como mucho una exageración, que surge de una deliberada conspiración judía diseñada para promover el interés de los judíos a expensas de otras personas. Por esta razón, el negacionismo del Holocausto generalmente se considera una teoría de conspiración antisemita.

## Terminología y etimología
Los que niegan el Holocausto prefieren referirse a su trabajo como revisionismo histórico, y se oponen a ser referidos como "negacionistas". Deborah Lipstadt escribió que: "La selección de los negacionistas del nombre revisionista para describirse a sí mismos es indicativa de su estrategia básica de engaño y distorsión y de su intento de retratarse a sí mismos como historiadores legítimos comprometidos en la práctica tradicional de iluminar el pasado". Los académicos consideran esto engañoso, ya que los métodos del negacionismo del Holocausto difieren de los de la revisión histórica legítima. El revisionismo histórico legítimo se explica en una resolución adoptada por el Departamento de Historia de la Universidad de Duke el 8 de noviembre de 1991 y reimpreso en Duke Chronicle el 13 de noviembre de 1991 en respuesta a un anuncio producido por el Comité para el debate abierto sobre el Holocausto de Bradley R Smith:

Que los historiadores están constantemente involucrados en la revisión histórica es ciertamente correcto; sin embargo, lo que hacen los historiadores es muy diferente de este anuncio. La revisión histórica de los principales eventos... no se ocupa de la actualidad de estos eventos; más bien, se trata de su interpretación histórica: sus causas y consecuencias en general.

Lipstadt escribe que el negacionismo moderno del Holocausto se inspira en varias fuentes, incluida una escuela de pensamiento que utilizó un método establecido para cuestionar las políticas gubernamentales.
En 1992, Donald L. Niewyk dio algunos ejemplos de cómo el revisionismo histórico legítimo -el reexamen de la historia aceptada y su actualización con información recién descubierta, más precisa o menos tendenciosa- puede aplicarse al estudio del Holocausto como hechos nuevos que pueden emerger para cambiar la comprensión histórica de esto:

Con las principales características del Holocausto claramente visibles para todos, excepto para los ciegos intencionalmente, los historiadores han dirigido su atención a aspectos de la historia para los cuales la evidencia es incompleta o ambigua. No se trata de asuntos menores de ninguna manera, sino de cuestiones tales como el papel de Hitler en el evento, las respuestas judías a la persecución y las reacciones de curiosos dentro y fuera de la Europa controlada por los nazis.

En contraste, el movimiento del negacionismo del Holocausto basa su enfoque en la idea predeterminada de que el Holocausto, tal como lo entiende la historiografía convencional, no ocurrió. Denominado "negacionismo", del término francés négationnisme introducido por Henry Rousso, los negacionistas del Holocausto intentan reescribir la historia minimizando, negando o simplemente ignorando hechos esenciales. Koenraad Elst escribe:

Negacionismo significa la negación de crímenes históricos contra la humanidad. No es una reinterpretación de hechos conocidos, sino la negación de hechos conocidos. El término negacionismo ha ganado vigencia como el nombre de un movimiento para negar un crimen específico contra la humanidad, el genocidio nazi sobre los judíos en 1941-45, también conocido como el holocausto (griego: quema completa) o la Shoah (Hebreo: desastre). El negacionismo se identifica principalmente con el esfuerzo de reescribir la historia de tal manera que se omita el hecho del Holocausto.

## Trasfondo: reclamo de la historiografía del Holocausto de la posguerra

### Esfuerzos para ocultar el registro histórico

#### Esfuerzos alemanes
Mientras la Segunda Guerra Mundial todavía estaba en curso, los nazis ya habían formado un plan de contingencia que en caso de derrota llevarían a cabo la destrucción total de los registros alemanes.
Los historiadores han documentado evidencia de que a medida que la derrota de Alemania se hacía inminente y los líderes nazis se daban cuenta de que muy probablemente serían capturados y llevados a juicio, se hicieron grandes esfuerzos para destruir toda evidencia de exterminio masivo. Heinrich Himmler dio instrucciones a los comandantes de sus campamentos para que destruyan registros, crematorios y otros signos de exterminio masivo. Como uno de muchos ejemplos, los cuerpos de 25 000 judíos (en su mayoría letones) que Friedrich Jeckeln y los soldados bajo su mando dispararon a Rumbula (cerca de Riga) a fines de 1941 fueron desenterrados y quemados en 1943. Se llevaron a cabo operaciones similares en Belzec, Treblinka y otros campos de concentración. En los infames discursos de Posen de octubre de 1943, como el del 4 de octubre, Himmler se refirió explícitamente al exterminio de los judíos de Europa y afirmó además que el genocidio debe mantenerse permanentemente en secreto:

También quiero referirme aquí muy francamente a un asunto muy difícil. Ahora podemos hablar abiertamente sobre esto entre nosotros, y sin embargo nunca discutiremos esto públicamente. Así como no titubeamos  el 30 de junio de 1934, para cumplir con nuestro deber según lo ordenado y poner a los camaradas que habían fallado contra la pared y ejecutarlos, tampoco hablamos de ello, ni tampoco nunca vamos a hablar de ello. Demos gracias a Dios porque teníamos suficiente fortaleza evidente para nunca discutirlo entre nosotros, y nunca hablamos de ello. Cada uno de nosotros estaba horrorizado, y sin embargo, todos entendieron claramente que lo haríamos la próxima vez, cuando se da la orden y cuando es necesario.

Ahora me refiero a la evacuación de los judíos, al exterminio del pueblo judío.
Heinrich Himmler

#### Colaboración francesa en la destrucción de archivos
En la Francia ocupada, la situación con respecto a la preservación de los registros bélicos no fue mucho mejor, en parte como resultado de las reglas de secreto de Estado francesas que datan mucho antes de la guerra para proteger al gobierno francés y al estado de revelaciones embarazosas, y en parte para evitar culpabilidad. Por ejemplo, en Liberation, la Prefectura de la Policía destruyó casi todos los archivos masivos de arrestos y deportaciones de judíos.

### Esfuerzos para preservar el registro histórico

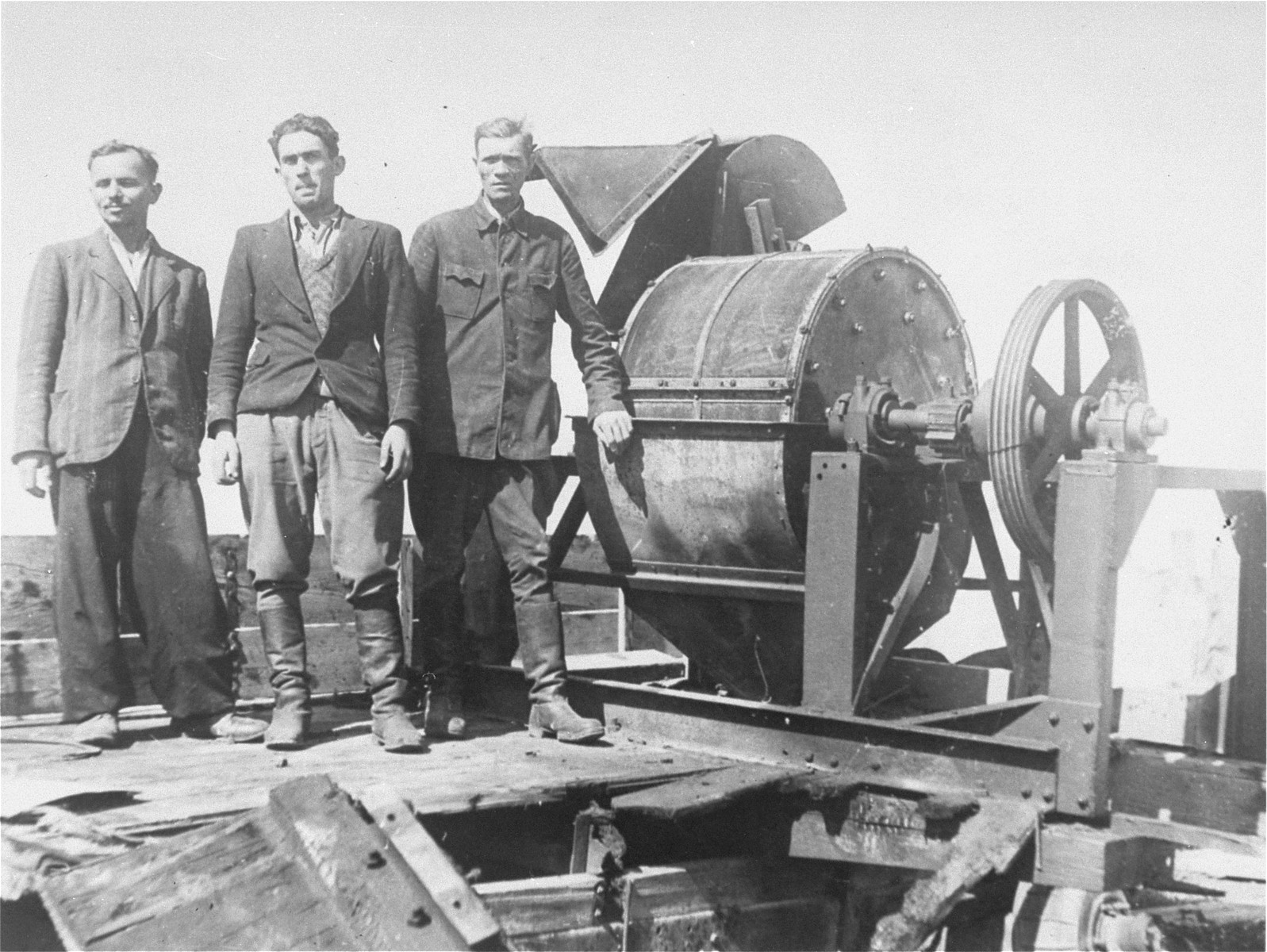
Los miembros de una unidad Sonderkommando 1005 posan junto a una máquina trituradora de huesos en el campo de concentración de Janowska en la Polonia ocupada por los alemanes (junio de 1943 - octubre de 1943)

#### Durante la guerra
Uno de los primeros esfuerzos para salvar el registro histórico del Holocausto ocurrió durante la guerra, en Francia, donde los registros del campo de internamiento de Drancy fueron cuidadosamente preservados y entregados a la nueva Oficina Francesa de Veteranos y Víctimas de Guerra; sin embargo, la oficina los mantuvo en secreto, negándose a entregar copias más tarde, incluso al Centro de Documentación Judía Contemporánea (CDJC).
En 1943, Isaac Schneersohn, anticipándose a la necesidad de un centro para documentar y preservar el recuerdo de la persecución por razones históricas y también respaldar los reclamos de posguerra, reunió a 40 representantes de organizaciones judías en Grenoble que estaban bajo ocupación italiana en ese momento para formar un centro de documentación. La exposición significaba la pena de muerte y, como resultado, poco sucedió realmente antes de la liberación. El trabajo serio comenzó después de que el centro se mudó a París a fines de 1944 y fue renombrado CDJC.

#### Periodo inmediato de la posguerra
En 1945, el general Dwight D. Eisenhower, comandante supremo aliado, anticipó que algún día se intentaría recaracterizar la documentación de los crímenes nazis como propaganda y tomar medidas contra ella. Eisenhower, al encontrar a las víctimas de los campos de exterminio, ordenó que se tomaran todas las fotografías posibles, y que el pueblo alemán de las aldeas circundantes fuera conducido a través de los campamentos e incluso hecho para enterrar a los muertos.

#### Juicios de Núremberg

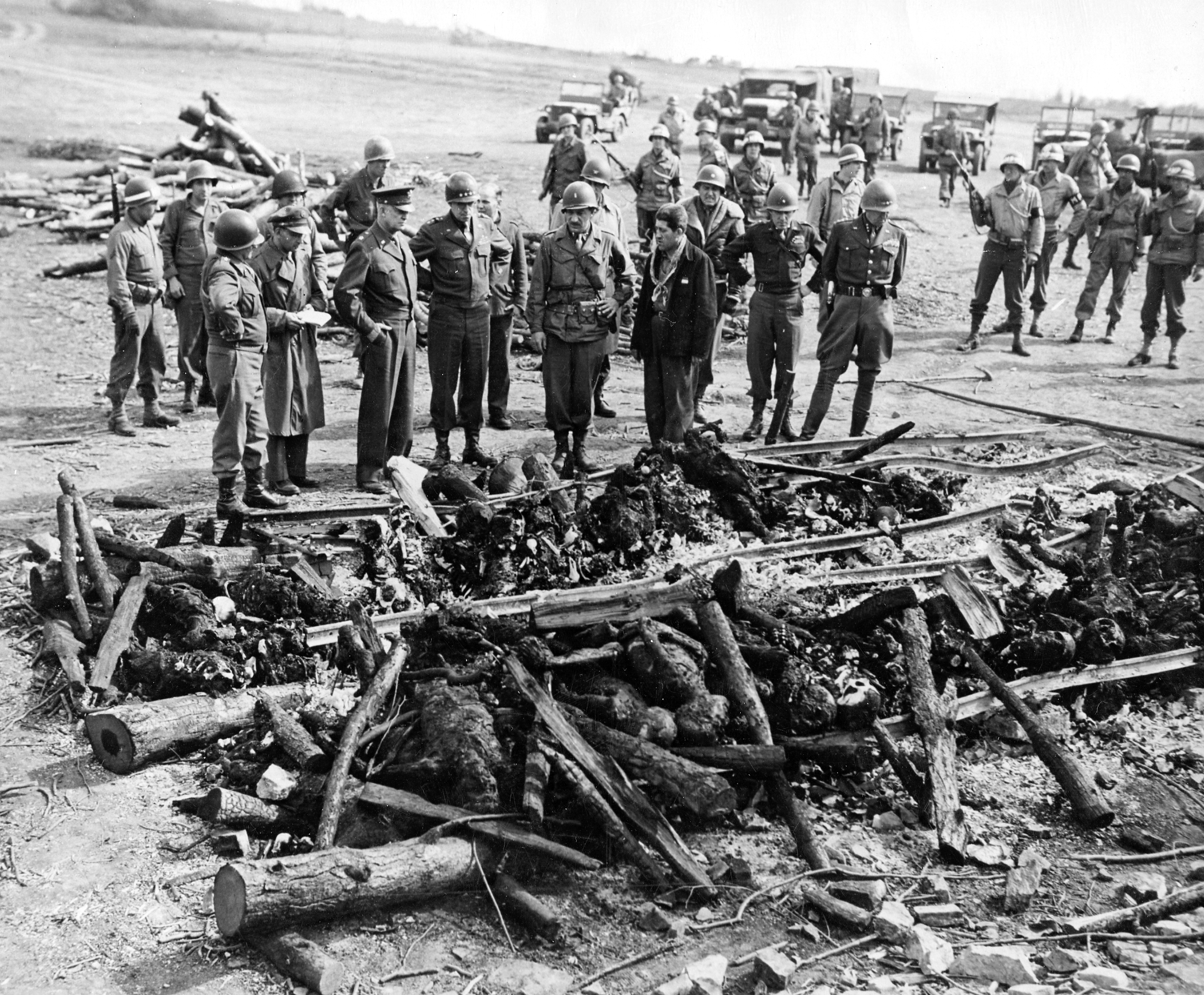
12 de abril de 1945: los generales Eisenhower, Omar Bradley y George S. Patton inspeccionan, en el campo de trabajos forzados de Ohrdruf, una pira funeraria improvisada

Los juicios de Núremberg tuvieron lugar en Alemania después de la guerra en 1945-1946. El objetivo declarado era dispensar justicia en retribución por las atrocidades del gobierno alemán. Esta intención aliada de administrar la justicia después de la guerra se anunció por primera vez en 1943 en la Declaración sobre las atrocidades alemanas en la Europa ocupada y se reiteró en la Conferencia de Yalta y en Berlín en 1945. Si bien la intención no era específicamente preservar el registro histórico del Holocausto, el CDJC les proporcionó algunos de los documentos básicos necesarios para enjuiciar los casos, y gran parte de los enormes archivos se transfirieron luego al CDJC después de los juicios, convirtiéndose en el núcleo de la futura historiografía del Holocausto.
Los juicios de Núremberg fueron importantes históricamente, pero los eventos fueron aún muy recientes, la televisión estaba en su infancia y no estaba presente, y hubo poco impacto público. Hubo momentos aislados de conocimiento público limitado de películas de Hollywood como El diario de Ana Frank (1959) o Judgment at Nuremberg (1961), que tenía algunas imágenes de escenas reales de los campos de concentración nazis liberados, incluidas escenas de montones de cadáveres desnudos dispuestos en filas y excavado en grandes pozos, que se consideró excepcionalmente gráfico por el momento. La conciencia pública cambió cuando el juicio de Eichmann atrajo la atención del mundo quince años después de Núremberg.

#### Juicio de Adolf Eichmann
En 1961, el gobierno israelí capturó a Adolf Eichmann en Argentina y lo trajo a Israel para ser juzgado por crímenes de guerra. Las intenciones del fiscal jefe Gideon Hausner no eran solo demostrar la culpabilidad de Eichmann personalmente sino presentar material sobre todo el Holocausto, produciendo así un registro completo.
El gobierno israelí arregló que el juicio tenga una cobertura mediática prominente. Muchos periódicos importantes de todo el mundo enviaron reporteros y publicaron la cobertura de portada de la historia. Los israelíes tuvieron la oportunidad de ver en vivo las transmisiones de televisión de los procedimientos, y una cinta de video fue enviada diariamente a los Estados Unidos para ser transmitida al día siguiente.

## Historia y desarrollo del negacionismo del Holocausto después de la Segunda Guerra Mundial
Inmediatamente después de la guerra, antes de los extensos esfuerzos de documentación por parte de las fuerzas aliadas, una sensación de incredulidad hizo que muchos negaran los informes iniciales del Holocausto. Para agravar esta incredulidad estaba el recuerdo de las cuentas de periódicos falsificados de la Fábrica de cadáveres alemana, una campaña de propaganda de atrocidades antialemana que era ampliamente conocida como falsa en 1945.
Durante la década de 1930, el gobierno nazi usó esta propaganda contra los británicos, alegando que las acusaciones de campos de concentración eran mentiras maliciosas presentadas por el gobierno británico, y los historiadores Joachim Neander y Randal Marlin señalan que esta historia "alentó la incredulidad posterior cuando circularon los primeros informes sobre la Holocausto bajo Hitler ". Victor Cavendish-Bentinck, presidente del Comité de Inteligencia Conjunta británico, señaló que estos informes eran similares a "historias de empleo de cadáveres humanos durante la última guerra para la fabricación de grasa, que era una mentira grotesca"; asimismo, The Christian Century comentó que "el paralelo entre esta historia y la historia de atrocidades de la 'fábrica de cadáveres' de la Primera Guerra Mundial es demasiado llamativo para pasarlo por alto". Neander señala que "no puede haber ninguna duda de que el uso comercial reportado de los cadáveres de los judíos asesinados socavó la credibilidad de las noticias provenientes de Polonia y retrasó la acción que podría haber rescatado muchas vidas judías".
El movimiento neonazi ha sido revitalizado por el negacionismo del Holocausto. Los números pequeños pero vocales de neonazis se dieron cuenta de que la recreación de un régimen al estilo hitleriano puede ser imposible, pero una réplica podría producirse en el futuro, y se dieron cuenta de que rehabilitar el nazismo requería el descrédito del Holocausto.

### Harry Elmer Barnes
Harry Elmer Barnes, que en su momento fue un historiador estadounidense mainstream, asumió una postura de negacionismo del Holocausto en sus últimos años. Entre la Primera Guerra Mundial y la Segunda Guerra Mundial, Barnes se convirtió en un escritor antiguerra y en un líder del movimiento de revisionismo histórico. Comenzando en 1924, Barnes trabajó en estrecha colaboración con el Centro para el Estudio de las Causas de la Guerra, un grupo de expertos financiado por el gobierno alemán cuyo único propósito era diseminar la posición oficial del gobierno de que Alemania fue víctima de la agresión aliada en 1914 y que el Tratado de Versalles fue moralmente inválido. Dirigida por el mayor Alfred von Wegerer, un activista völkisch, la organización se describía a sí misma como una sociedad académica, pero los historiadores la describieron posteriormente como "un centro de intercambio de opiniones oficialmente deseables sobre el estallido de la guerra".
Después de la Segunda Guerra Mundial, Barnes se convenció de que las acusaciones contra Alemania y Japón, incluido el Holocausto, eran propaganda de guerra que se había utilizado para justificar la participación de los Estados Unidos en la Segunda Guerra Mundial. Barnes afirmó que hubo dos afirmaciones falsas sobre la Segunda Guerra Mundial, a saber, que Alemania comenzó la guerra en 1939, y el Holocausto, que según Barnes no sucedió. Afirmó que para justificar los "horrores y males de la Segunda Guerra Mundial", los Aliados convirtieron a los nazis en el "chivo expiatorio" por sus propios errores.

### Comienzos del movimiento de negacionismo moderno
En 1961, un protegido de Barnes, David Hoggan, publicó Der erzwungene Krieg ('La guerra forzada') en Alemania Occidental, que afirmaba que Alemania había sido víctima de una conspiración anglo-polaca en 1939. Aunque Der erzwungene Krieg se ocupaba principalmente de la orígenes de la Segunda Guerra Mundial, también minimizó o justificó los efectos de las medidas antisemitas nazis en el período anterior a 1939. Por ejemplo, Hoggan justificó la gran multa de mil millones impuesta a toda la comunidad judía en Alemania después de la Kristallnacht de 1938 como una medida razonable para evitar lo que llamó "especulación judía" a expensas de las compañías de seguros alemanas y alegó que ningún judío fue asesinado en la Kristallnacht (de hecho, 91 judíos alemanes fueron asesinados en la Kristallnacht). Posteriormente, Hoggan negó explícitamente el Holocausto en 1969 en un libro titulado El mito de los seis millones, que fue publicado por Noontide Press, una pequeña editorial de Los Ángeles especializada en literatura antisemita.
En 1964, el político francés Paul Rassinier publicó El drama de los judíos europeos. Rassinier era él mismo un superviviente del campo de concentración (estuvo recluido en Buchenwald por haber ayudado a los judíos franceses a escapar de los nazis), y los negacionistas siguen citando sus trabajos como investigaciones académicas que cuestionan los hechos aceptados del Holocausto. Los críticos argumentaron que Rassinier no aportó pruebas para sus afirmaciones e ignoró información que las contradecía; sin embargo, sigue siendo influyente en los círculos del negacionismo del Holocausto por ser uno de los primeros negacionistas en proponer que una gran conspiración sionista-aliada-soviética falsificó el Holocausto, un tema que otros autores recogerían en años posteriores. El propósito de Rassinier, un furibundo anticomunista, fue minimizar la barbarie nazi para así destacar mejor los horrores del bolchevismo.
Austin App, un profesor de literatura inglesa medieval de la Universidad La Salle, es considerado el primer negacionista estadounidense del Holocausto. App defendió a los alemanes y la Alemania nazi durante la Segunda Guerra Mundial. Publicó numerosos artículos, cartas y libros sobre el negacionismo del Holocausto, creando rápidamente seguidores leales. El trabajo de la aplicación inspiró al Institute for Historical Review, un centro de California fundado en 1978 cuya única tarea es el negacionismo del Holocausto.

### Institute for Historical Review
En 1978, Willis Carto fundó el Institute for Historical Review (IHR), una organización dedicada a desafiar públicamente la historia comúnmente aceptada del Holocausto. La fundación del IHR fue inspirada por Austin App, un profesor de literatura medieval de La Salle y considerado el primer gran negacionista estadounidense del holocausto. El IHR buscó desde el principio establecerse dentro de la amplia tradición del revisionismo histórico, solicitando simpatizantes que no fueran de origen neonazi como James J. Martin y Samuel Edward Konkin III, y promoviendo los escritos del socialista francés Paul Rassinier y el historiador estadounidense contra la guerra Harry Elmer Barnes, en un intento por demostrar que el negacionismo del Holocausto tenía una base de apoyo más allá de los neonazis. El IHR volvió a publicar la mayoría de los escritos de Barnes, que habían estado agotados desde su muerte. Si bien incluyó artículos sobre otros temas y libros vendidos por historiadores mainstream, la mayoría del material publicado y distribuido por el RSI se dedicó a cuestionar los hechos relacionados con el Holocausto.
En 1980, el IHR prometió una recompensa de $ 50,000 a cualquiera que pudiera probar que los judíos fueron gaseados en Auschwitz. Mel Mermelstein escribió una carta a los editores de LA Times y otros, incluido The Jerusalem Post. El IHR respondió, ofreciéndole $ 50,000 como prueba de que los judíos fueron, de hecho, gaseados en las cámaras de gas de Auschwitz. Mermelstein, a su vez, presentó una cuenta notariada de su internamiento en Auschwitz y cómo presenció cómo guardias nazis presentaban a su madre, a sus dos hermanas y a otras personas (como supo después) la cámara de gas número cinco. A pesar de esto, el IHR se negó a pagar la recompensa. Representado por el abogado de interés público William John Cox, Mermelstein demandó posteriormente al IHR en el Tribunal Superior del Condado de Los Ángeles por incumplimiento de contrato, repudio anticipado, difamación, negación lesiva de hechos establecidos, infligimiento intencional de angustia emocional y alivio declaratorio (ver caso n.º C 356 542). El 9 de octubre de 1981, ambas partes en el caso Mermelstein presentaron mociones de juicio sumario en consideración de las cuales el Juez Thomas T. Johnson del Tribunal Superior del Condado de Los Ángeles tomó nota judicial del hecho de que los judíos fueron asesinados a gaseamiento en el Auschwitz Campo de concentración en Polonia durante el verano de 1944. El 5 de agosto de 1985, el juez Robert A. Wenke formuló una sentencia basada en la Estipulación de la Sentencia acordada por las partes el 22 de julio de 1985. La sentencia requirió que el IHR y otros demandados paguen $ 90,000 a Mermelstein y emitan una carta de disculpas a "el Sr. Mel Mermelstein, un sobreviviente de Auschwitz-Birkenau y Buchenwald, y todos los demás sobrevivientes de Auschwitz" por "dolor, angustia y sufrimiento" causado a ellos.

### El negacionismo en Francia
Aunque existía el precedente de Paul Rassinier en la década de 1960, el negacionismo entra en el debate público en Francia en 1978 cuando el excomisario de Asuntos Judíos del régimen de Vichy, Louis Darquier de Pellepoix, refugiado entonces en España, declara a L'Express que «en Auschwitz sólo se gaseó a los piojos». Dos años después, Robert Faurisson, un experto en literatura, declara en la emisora de radio Europa 1: «La supuesta masacre de los judíos y la supuesta existencia de las cámaras de gas no forman sino una sola y única estafa político-financiera, cuyos principales beneficiarios son el Estado de Israel y el movimiento sionista internacional, y las principales víctimas, el pueblo alemán, pero no sus dirigentes, y el pueblo palestino». De esta forma, comenta Michel Wieviorka, Faurisson plantea «la argumentación que relaciona el viejo tema de los judíos ávidos de riqueza, el complot judío mundial conocido como "movimiento sionista internacional" y la causa palestina». Poco después el excomunista Roger Garaudy habla del «lavado de cerebro» que pretenden llevar a cabo quienes denuncian el Holocausto. En 1985, el año en que se estrena el monumental documental de Claude Lanzmann Shoah, el líder del Frente Nacional Jean-Marie Le Pen, declara que las cámaras de gas no son sino «un detalle de la Segunda Guerra Mundial».

### Irving contra Lipstadt y otros
El libro de Deborah Lipstadt, Denying the Holocaust, de 1993, criticó duramente a varios negacionistas del Holocausto, incluido el autor británico David Irving, por falsificar deliberadamente pruebas para justificar sus conclusiones preconcebidas. En 1996 Irving presentó una demanda por difamación contra Lipstadt y su editor, Penguin Books. El historiador estadounidense Christopher Browning, un testigo experto para la defensa, escribió un ensayo exhaustivo para la corte que resume la gran cantidad de evidencia sobre la realidad del Holocausto, y bajo un interrogatorio cruzado, contrarrestó efectivamente todos los argumentos principales de Irving en contra. El historiador de Cambridge Richard J. Evans, otro testigo experto en defensa, pasó dos años examinando los escritos de Irving, y confirmó sus tergiversaciones, incluida la evidencia de que había utilizado a sabiendas documentos falsificados como material de origen. El juez, el juez Charles Gray, finalmente emitió un veredicto largo y decisivo a favor de Lipstadt que se refirió a Irving como un "negador del Holocausto" y "polemista pro nazi de derecha".

## Desarrollos recientes
En febrero de 1995 la revista japonesa Marco Polo, una publicación mensual de 250,000 ejemplares de Bungei Shunju, publicó un artículo de negacionismo del Holocausto del médico Masanori Nishioka. El Centro Simon Wiesenthal, con sede en Los Ángeles, instigó un boicot contra los anunciantes de Bungei Shunju, incluidos Volkswagen, Mitsubishi y Cartier. En unos días, Bungei Shunju cerró Marco Polo y su editor, Kazuyoshi Hanada, renunció, al igual que el presidente de Bungei Shunju, Kengo Tanaka.
En Turquía, en 1996, el predicador islámico Harun Yahya distribuyó miles de copias de un libro que se publicó originalmente el año anterior, titulado Soykırım Yalanı ("La mentira del Holocausto") y envió mensajes de texto no solicitados a escuelas y colegios estadounidenses y europeos. La publicación de Soykırım Yalanı provocó mucho debate público. Este libro afirma: "lo que se presenta como Holocausto es la muerte de algunos judíos debido a la plaga del tifus durante la guerra y la hambruna hacia el final de la guerra causada por la derrota de los alemanes". En marzo de 1996, un pintor e intelectual turco, Bedri Baykam, publicó una crítica enérgica del libro en el periódico de Ankara, Siyah-Beyaz ("Blanco y negro"). Una demanda legal por difamación fue presentada contra él. Durante el juicio de septiembre, Baykam expuso al verdadero autor del libro como Adnan Oktar. La demanda fue retirada en marzo de 1997.
En Francia, el negacionismo del Holocausto se hizo más prominente en la década de 1990 como négationnisme, aunque el movimiento ha existido en la política ultraizquierda francesa desde al menos la década de 1960, liderado por figuras como Pierre Guillaume (que participó en la librería La Vieille Taupe durante el 1960). Recientemente, elementos de la ultraderecha extrema en Francia han comenzado a construir sobre los argumentos negacionistas del otro, que a menudo van más allá del Holocausto para cubrir una gama de puntos de vista antisemitas, incorporando intentos de vincular el Holocausto a la masacre bíblica de los cananeos, críticas de Sionismo y otros materiales que avivan lo que se ha llamado una "judeo-fobia conspirativa" diseñada para legitimar y "banalizar" el antisemitismo.
En Bélgica en 2001, Roeland Raes, el ideólogo y vicepresidente de uno de los partidos políticos más grandes del país, Vlaams Belang (anteriormente llamado Vlaams Blok, Bloque flamenco), concedió una entrevista en la televisión neerlandesa donde arrojó dudas sobre la cantidad de Judíos asesinados por los nazis durante el Holocausto. En la misma entrevista cuestionó la escala del uso de cámaras de gas por parte de los nazis y la autenticidad del diario de Ana Frank. En respuesta al asalto de los medios después de la entrevista, Raes se vio obligado a renunciar a su puesto, pero se comprometió a permanecer activo dentro del partido. Tres años más tarde, el Vlaams Blok fue declarado culpable de racismo y optó por disolverse. Inmediatamente después, se reformó legalmente bajo el nuevo nombre Vlaams Belang (Interés flamenco) con los mismos líderes y la misma membresía.
La negación del Holocausto es frecuentemente utilizada por los movimientos antisemitas y neonazis, ya que éstos comparten la opinión exculpatoria de que Hitler no ordenó genocidio alguno, a la vez que niegan y glorifican simultáneamente el Holocausto. Destaca, Horst Mahler, fundador de la Baader-Meinhof y actualmente militante de extrema derecha, quien estuvo en prisión por difundir propaganda antisemita. También el líder del Frente Nacional en Francia, Jean-Marie Le Pen, condenado en varias ocasiones por delitos de complicidad con la apología de crímenes de guerra y negación de un crimen contra la humanidad.

### Negacionismo del Holocausto en Oriente Medio
El negacionismo del Holocausto ha sido promovido por varias figuras y medios de Oriente Medio. El negacionismo del Holocausto es patrocinada por algunos gobiernos de Oriente Medio, incluidos el régimen teocrático de Irán y Siria.Unas  pocas figuras prominentes de la región de Oriente Medio han hecho visitas públicas a Auschwitz, sin embargo, la comunidad árabe israelí es la excepción, en 2010, el miembro del partido político Jadash y miembro de la Knéset Mohammed Barakeh, visitó el antiguo campo de exterminio de Auschwitz, dicha visita tuvo lugar, tras una visita anterior de dos legisladores árabes israelíes y de un grupo de alrededor de 100 escritores y clérigos árabes israelíes en 2003. Individuos del gobierno sirio, la Autoridad Nacional Palestina y varios grupos de ciudadanos palestinos se han involucrado en varios aspectos del negacionismo del Holocausto. En 2006, Robert Satloff, escribiendo en The Washington Post, informó que "una respetada institución de investigación del Holocausto informó recientemente que Egipto, Catar y Arabia Saudita promueven el negacionismo del Holocausto y protegen a los negacionistas del Holocausto".
Los líderes de Hamás han promovido el negacionismo del Holocausto; Abdel Aziz al-Rantisi, sostuvo que el Holocausto nunca ocurrió, que los sionistas estaban detrás de la acción de los nazis, y que los sionistas financiaron el nazismo. Un comunicado de prensa de Hamás en abril de 2000 denunció que: "El llamado Holocausto, que es una historia supuesta e inventada sin fundamento". En agosto de 2009, Hamás le dijo a la Agencia de Naciones Unidas para los Refugiados de Palestina en Oriente Próximo UNRWA que se "negaría" a permitir que los niños palestinos estudien el Holocausto, que llamó "una mentira inventada por los sionistas" y se refirió a la educación sobre el Holocausto como un "crimen de guerra". Hamás continuó sosteniendo esta posición en 2011, cuando el Ministerio de Asuntos de Refugiados de la organización dijo que la educación sobre el Holocausto "tenía la intención de envenenar las mentes de nuestros hijos".
Las encuestas conducidas por Sammy Smooha de la Universidad de Haifa encontraron que la fracción de ciudadanos árabes israelíes que niega que millones de judíos fueron asesinados por los nazis aumentó del 28% en 2006 al 40% en 2008.

#### Irán
El expresidente iraní Mahmoud Ahmadinejad con frecuencia negó el Holocausto; formalmente 'cuestionando' la fiabilidad de la evidencia histórica, aunque en ocasiones confirmó su creencia en ello. En un discurso de diciembre de 2005, Ahmadinejad dijo que el Holocausto fue una leyenda fue fabricada y promovida para proteger a Israel. Las observaciones provocaron inmediatamente una controversia internacional así como una rápida condena de los funcionarios del gobierno de Israel, la Unión Europea y los Estados Unidos. Los seis partidos políticos en el parlamento alemán firmaron una resolución conjunta que condena el negacionismo del Holocausto. Por el contrario, el líder político de Hamás Khaled Meshal, describió los comentarios de Ahmadinejad como "valientes".
El 11 de diciembre de 2006, se dio la "Conferencia Internacional para Revisar la Visión Global del Holocausto" auspiciada por el estado iraní y cosechó condenas generalizadas. La conferencia, convocada y celebrada por orden de Ahmadinejad, fue ampliamente descripta como una "conferencia del negacionismo del Holocausto" o una "reunión de negacionistas del Holocausto", aunque Irán negó que se tratara de una conferencia de negacionismo del Holocausto. Unos meses antes de que se abriera, el portavoz del Ministerio de Relaciones Exteriores iraní, Hamid Reza Asefi, declaró: "El Holocausto no es un asunto sagrado que no se pueda tocar. He visitado los campos nazis en Europa del Este. Creo que es exagerado".
En 2013, en una entrevista con CNN, el presidente iraní Hasán Rouhani, fue citado como un condenador del Holocausto, afirmando: "Puedo decirte que cualquier crimen que ocurra en la historia contra la humanidad, incluido el crimen que los nazis crearon contra los judíos, también como los no judíos, es reprensible y condenable. Nosotros condenamos cualquier crimen que hayan cometido contra los judíos." Medios iraníes más tarde acusaron a CNN de fabricar los comentarios de Rouhani.
En su discurso oficial de Nowruz en 2013, el Líder Supremo de Irán, el gran Ayatolá Alí Jamenei, cuestionó la veracidad del Holocausto y señaló que "el Holocausto es un evento cuya realidad es incierta, y si ha sucedido, no se sabe como sucedió". Esto fue consistente con los comentarios previos de Jamenei con respecto al Holocausto.
En 2015, la Casa de Dibujos Animados y el Complejo Cultural Sarcheshmeh en Irán, organizaron el Concurso Internacional de Dibujos sobre el Holocausto, un concurso en el que se alentó a los artistas a enviar dibujos sobre el tema del negacionismo del Holocausto. El ganador del concurso recibirá $ 12,000. Hamshahri, un popular periódico iraní, realizó un concurso similar en 2006.

## Reacciones al negacionismo del Holocausto

### Tipos de reacción
La respuesta académica al negacionismo del Holocausto se puede dividir en tres categorías. Algunos académicos se niegan a involucrar a los negacionistas del Holocausto o sus argumentos en absoluto, sobre la base de que hacerlo les otorga una legitimidad injustificada. Un segundo grupo de académicos, tipificado por la historiadora estadounidense Deborah Lipstadt, ha intentado crear conciencia sobre los métodos y las motivaciones del negacionismo del Holocausto sin legitimar a los negacionistas. "No necesitamos perder el tiempo o el esfuerzo para responder a los argumentos de los negacionistas", escribió Lipstadt. "Sería interminable... Su compromiso es con una ideología y sus 'hallazgos' están diseñados para apoyarlo". Un tercer grupo, tipificado por el Proyecto Nizkor, responde a los argumentos y afirmaciones hechas por los grupos de negacionistas del Holocausto señalando inexactitudes y errores en su evidencia.
En diciembre de 1991, la Asociación Histórica Estadounidense emitió la siguiente declaración: El Consejo de la Asociación Histórica Estadounidense deplora enérgicamente los intentos informados públicamente de negar el hecho del Holocausto. Ningún historiador serio pregunta que el Holocausto tuvo lugar. Esto siguió a una fuerte reacción de muchos de sus miembros y comentarios en la prensa en contra de una decisión casi unánime que la AHA había hecho en mayo de 1991 que se debería alentar el estudio del significado del Holocausto. La declaración de la asociación en mayo de 1991 fue en respuesta a un incidente en el que algunos de sus miembros cuestionaron la realidad del Holocausto. La declaración de diciembre de 1991 es una inversión de la postura anterior de la AHA de que la asociación no debería sentar un precedente certificando hechos históricos.

### Personajes públicos y académicos
Varias figuras públicas y académicos se han pronunciado en contra del negacionismo del Holocausto, y algunos, como el teórico literario Jean Baudrillard, han comparado el negacionismo del Holocausto a "parte del exterminio mismo". La Asociación Histórica Estadounidense, la sociedad más antigua y más grande de historiadores y maestros de la historia en los Estados Unidos, afirma que el negacionismo del Holocausto es "en el mejor de los casos, una forma de fraude académico". En 2006, el secretario general de la ONU, Kofi Annan, dijo: "Recordar es una reprimenda necesaria para aquellos que dicen que el Holocausto nunca sucedió o ha sido exagerado. El negacionismo del Holocausto es obra de fanáticos, debemos rechazar sus afirmaciones falsas siempre, en todo lugar y por quienquiera que las hagan." Elie Wiesel, sobreviviente del Holocausto y ganador del Premio Nobel, durante una discusión en 1999 en la Casa Blanca en Washington D. C., calificó el Holocausto como "la tragedia más documentada en la historia. Nunca antes una tragedia había provocado tanto testimonio de los asesinos, de las víctimas y incluso de los transeúntes, millones de piezas aquí en el museo, lo que tienes, todos los demás museos, los archivos en miles, en millones ".

### Exmiembros de las SS
Los críticos del negacionismo del Holocausto también incluyen a miembros de la SS de Auschwitz. El médico del campo y SS-Untersturmführer Hans Münch consideró los hechos de Auschwitz "tan firmemente determinados que no se puede tener ninguna duda" y describió a los que niegan lo que sucedió en el campamento como personas "malévolas" que tienen "interés personal para querer" que se entierre en silencio cosas que no pueden ser sepultadas en silencio". El manipulador de Zyklon B y el Oberscharführer SS Josef Klehr ha dicho que cualquiera que sostenga que nadie fue gaseado en Auschwitz debe estar "loco o equivocado". SS-Unterscharführer Oswald Kaduk ha declarado que no considera a aquellos que mantienen algo así como personas normales. El negacionismo del Holocausto obligó al antiguo SS-Rottenführer Oskar Gröning a hablar públicamente sobre lo que presenció en Auschwitz, y denunciar a los negacionistas del Holocausto, afirmando:

Me gustaría que me creas. Vi las cámaras de gas. Vi los crematorios. Vi los fuegos abiertos. Estaba en la rampa cuando tuvieron lugar las selecciones. Me gustaría que creas que estas atrocidades sucedieron porque yo estaba allí.

### Negacionismo del Holocausto y antisemitismo
La Enciclopedia del Genocidio y Crímenes contra la Humanidad define al negacionismo del Holocausto como "una nueva forma de antisemitismo, pero que se basa en motivos milenarios". La Liga Antidifamación ha declarado que "el negacionismo del Holocausto es una forma contemporánea de la clásica doctrina antisemita de la conspiración judía maligna, manipuladora y amenazante del mundo" y la historiadora francesa Valérie Igounet ha escrito que "el negacionismo del Holocausto es un conveniente sustituto polémico de antisemitismo."
El sociólogo francés Michel Wieviorka lo afirma de forma rotunda: «Decir que uno duda acerca de la realidad de la Shoah o decir que no sucedió es ser antisemita».
De acuerdo con Walter Reich, psiquiatra y luego investigador sénior en el Centro Internacional Woodrow Wilson para Académicos, exdirector del Museo Conmemorativo del Holocausto de los Estados Unidos, y ahora profesor de asuntos internacionales en la Universidad George Washington:

La principal motivación de la mayoría de los negadores es el antisemitismo, y para ellos el Holocausto es un hecho irritante e inconveniente de la historia. Después de todo, el Holocausto ha sido generalmente reconocido como uno de los crímenes más terribles que jamás se haya cometido, y seguramente el mismo emblema del mal en la era moderna. Si ese crimen fue un resultado directo del antisemitismo llevado a su final lógico, entonces el antisemitismo mismo, incluso cuando se expresa en una conversación privada, inevitablemente queda desacreditado entre la mayoría de las personas. ¿Qué mejor manera de rehabilitar el antisemitismo, hacer que los argumentos antisemitas parezcan una vez más respetables en el discurso civilizado e incluso hacer que los gobiernos acepten políticas antisemitas más que convencer al mundo de que el gran crimen por el cual se culpó al antisemitismo? Simplemente nunca sucedió; de hecho, ¿Qué no era más que una trama inventada por los judíos, y propagada por ellos a través de su control de los medios? ¿Qué mejor manera, en resumen, de hacer que el mundo esté a salvo nuevamente para el antisemitismo que negando el Holocausto?

El historiador francés Pierre Vidal-Naquet describió la motivación de los negacionistas de manera más sucinta:

Uno resucita a los muertos para golpear mejor a los vivos.

### Definición de antisemitismo
En 2005, el Observatorio Europeo del Racismo y la Xenofobia (EUMC) publicó una definición de antisemitismo que dio como ejemplo la forma en que el antisemitismo podría manifestarse:

Negar el hecho, el alcance, los mecanismos (por ejemplo, cámaras de gas) o la intencionalidad del genocidio del pueblo judío a manos de la Alemania nacionalsocialista y sus partidarios y cómplices durante la Segunda Guerra Mundial (el Holocausto).

Una definición basada en la definición del EUMC fue adoptada posteriormente por el Departamento de Estado de EE. UU:

Acusar a los judíos como pueblo, o Israel como estado, de inventar o exagerar el Holocausto.

## Examen de afirmaciones
Los principales reclamos que causan que el negacionismo del Holocausto difiera de los hechos históricos son:
- Los nazis no tenían una política oficial o la intención de exterminar a los judíos, afirmación que contradice a lo acordado en la Conferencia de Wannsee de 1942
- Los nazis no usaron cámaras de gas para asesinar en masa a los judíos.[134]
- La cifra de 5 a 6 millones de muertes judías es una gran exageración, y el número real es un orden de magnitud menor.

Otras incluyen las siguientes:
- Las historias del Holocausto fueron un mito creado inicialmente por los Aliados de la Segunda Guerra Mundial para demonizar a los alemanes, los judíos extendieron este mito como parte de una trama mayor destinada a permitir la creación de una patria judía en Palestina, y ahora para obtener apoyo continuo para el estado de Israel.[135]
- La evidencia documental del Holocausto, desde las fotografías al Diario de Ana Frank, es inventada.
- Los testimonios de sobrevivientes están llenos de errores e inconsistencias, y por lo tanto no son confiables.
- Los interrogadores obtuvieron las confesiones de crímenes de guerra de los prisioneros nazis mediante el uso de la tortura.
- El trato nazi de los judíos no fue diferente de lo que los Aliados le hicieron a sus enemigos en la Segunda Guerra Mundial.

El negacionismo del Holocausto es ampliamente vista como un fracaso al adherirse a los principios para el tratamiento de la evidencia que los historiadores dominantes (así como los académicos en otros campos) consideran como básica para la investigación racional.
El Holocausto fue bien documentado por la burocracia del propio gobierno nazi. Fue aún más atestiguado por las fuerzas aliadas que ingresaron a Alemania y sus estados asociados del Eje hacia el final de la Segunda Guerra Mundial. También fue presenciado desde adentro por cautivos no judíos como el miembro de la resistencia católica francesa André Rogerie, quien escribió extensamente y testificó sobre sus experiencias en siete campos, incluido Auschwitz-Birkenau, y también produjo el boceto contemporáneo más antiguo de un crematorio de campamento.
Según los investigadores Michael Shermer y Alex Grobman, hay una "convergencia de evidencia" que demuestra que el Holocausto ocurrió. Esta evidencia incluye:
- Documentos escritos : cientos de miles de cartas, memorandos, planos, pedidos, facturas, discursos, artículos, memorias y confesiones.

- Testimonio presencial  - relatos de supervivientes, judíos Sonderkommando (que ayudaron a cargar cuerpos de las cámaras de gas en los crematorios a cambio de una oportunidad de supervivencia), guardias de la SS, comandantes, habitantes locales, e incluso nazis de alto rango que hablaron abiertamente sobre el asesinato en masa de los judíos.

- Fotografías  - incluyendo fotografías oficiales de militares y prensa, fotografías civiles, fotografías secretas tomadas por sobrevivientes, fotografías aéreas, filmaciones alemanas y aliadas, y fotografías no oficiales tomadas por el ejército alemán.

- Los campamentos mismos  - campos de concentración, campos de trabajo y campo de exterminio que todavía existen en diversos grados de originalidad y reconstrucción.

- Evidencia inferencial  o  argumento del silencio  - datos demográficos de la población, reconstruidos a partir de la era previa a la Segunda Guerra Mundial; si seis millones de judíos no fueron asesinados, ¿qué les pasó?

Gran parte de la controversia en torno a las afirmaciones de los negadores del Holocausto se centra en los métodos utilizados para presentar argumentos de que el Holocausto supuestamente nunca ocurrió como comúnmente aceptado. Numerosos relatos han sido dados por negadores del Holocausto (incluida la evidencia presentada en casos judiciales) de hechos y pruebas alegados; sin embargo, investigaciones independientes han demostrado que estas afirmaciones se basan en investigaciones defectuosas, declaraciones sesgadas o incluso en pruebas deliberadamente falsificadas. Quienes se oponen al negacionismo del Holocausto han documentado numerosas instancias en las que tal evidencia fue alterada o fabricada (ver Proyecto Nizkor y David Irving). Según Pierre Vidal-Naquet, "en nuestra sociedad de imagen y espectáculo, el exterminio en el papel lleva a la exterminación en la realidad.

## Leyes contra el negacionismo del Holocausto
El negacionismo del Holocausto es explícita o implícitamente ilegal en 17 países: Alemania, Austria, Bélgica, Chequia, Eslovaquia, Francia, Hungría, Israel, Liechtenstein, Lituania, Luxemburgo, Países Bajos, Polonia, Portugal, Rumania, Rusia,  y Suiza. Rumanía negó oficialmente que el Holocausto ocurriera en su territorio hasta la Comisión Wiesel en 2004. La decisión de la Unión Europea sobre el marco del Racismo y la Xenofobia establece que negar o burdamente trivializar los "crímenes de genocidio" debería ser "punible en todos los Estados miembros de la UE". Eslovaquia criminalizó la negación de crímenes fascistas en general a fines de 2001; en mayo de 2005, el término "Holocausto" fue adoptado explícitamente por el código penal y en 2009, se volvió ilegal negar cualquier acto considerado por un tribunal penal internacional como genocidio. En 2010, el Parlamento de Hungría adoptó una legislación que castiga la negación de los genocidios cometidos por los sistemas nacionalsocialistas o comunistas, sin mencionar la palabra "Holocausto".
Tal legislación sigue siendo controvertida. En octubre de 2007, el Tribunal Constitucional declaró inconstitucional la ley de negación del Holocausto en España. En 2007, Italia rechazó una ley de denegación que proponía una pena de prisión de hasta cuatro años. En 2006, los Países Bajos rechazaron un proyecto de ley que proponía una sentencia máxima de un año sobre la negación de actos genocidas en general, aunque negar específicamente que el Holocausto siga siendo un delito en ese país. El Reino Unido ha rechazado dos veces las leyes de negación del Holocausto. Dinamarca y Suecia también han rechazado dicha legislación.
Varios detractores han sido enjuiciados según las leyes sobre negacionismo de varios países. El profesor de literatura francesa Robert Faurisson, por ejemplo, fue condenado y castigado bajo la Ley Gayssot en 1990. Algunos historiadores se oponen a tales leyes, entre ellas Pierre Vidal-Naquet, un crítico abierto de Faurisson, sobre la base de que la legislación de negación impone "la verdad histórica como verdad legal ". Otros académicos favorecen la criminalización. La negación del Holocausto, sostienen, es "la peor forma de racismo y su versión más respetable porque pretende ser una investigación".